# Ujung Deleng (Kuta Buluh)
Ujung Deleng is een bestuurslaag in het regentschap Karo van de provincie Noord-Sumatra, Indonesië. Ujung Deleng telt 637 inwoners (volkstelling 2010).